# 禾丰镇 (简阳市)
禾丰镇，是中华人民共和国四川省资阳市简阳市下辖的一个乡镇级行政单位。2019年12月，撤销普安乡，将其所属行政区域划归禾丰镇管辖，禾丰镇人民政府驻裕民街220号。

## 行政区划
禾丰镇下辖以下地区：
裕民社区、响水村、元吉村、青杠村、火盆村、花园村、磨盘村、翰林村、蒋家桥村、林场村、禾丰村、丙灵村、踏水村、永兴村、碑垭村、农云村、上游村、香乐村、接龙村、牛心村、合群村、民胜村、胜利村、城隍村、高石村、结合村、农民村、永乐村、玉清村、团林坝村、柿子村和南山村。